# Лошаков, Михаил Миронович
Шло́йме-Ме́йлих Ме́ерович Лошако́в (в разные периоды жизни также Соломон Миронович Лошаков и Михаил Миронович Лошаков; 1882, Оргеев, Кишинёвский уезд, Бессарабская губерния — после 1948) — русский, французский и советский живописец, педагог.

## Биография
Родился в Оргееве в семье фотографа Менахема-Меера (Меера Шлёмовича) Лошакова (?—1914). Окончил Кишинёвскую городскую школу рисования по классу пейзажа. В 1902—1910 годах руководил им же организованным кружком любителей еврейского театра в Оргееве, занимался постановками пьес современных драматургов на идише. В 1914 году был призван из Кишинёва на фронт рядовым, в том же году ранен и демобилизован. Вернулся в Оргеев, где возглавил оставшееся после смерти отца фотографическое ателье на улице Торговой, 154. В 1920—1926 годах вновь возглавлял еврейский драматический кружок в Оргееве, выступал также как актёр на сцене русского театра, затем уехал к младшему брату в Париж (1926), где работал до 1940 года. Примыкал к художникам Парижской школы.
В 1940 году вернулся в Бессарабию навестить родственников, вскоре Бессарабия была присоединена к СССР и он был вынужден там остаться. С началом Великой Отечественной войны, которая застала его в Одессе, был с младшим братом Борисом (1886) эвакуирован в Узбекистан, откуда в 1943 году попал в Челябинск. Вступил в местное отделение Союза художников СССР, в 1944—1948 годах преподавал в студии изоискусства в Доме художественного воспитания детей (при Дворце пионеров имени Н. К. Крупской), в изостудии Дворца Культуры завода имени С. Орджоникидзе и в средней школе № 49. В педагогической практике опирался на метод Сезанна и французских художников XX века, из-за чего подвергся критике и состоял на специальном учёте.
Позже был снят с учёта и вновь возглавил изокружок в Доме художественного воспитания детей. В 1948 году с началом кампании по борьбе с космополитизмом для инспекции изостудии М. М. Лошакова был направлен местный художник А. Е. Тарасов, который составил критический отчёт о деятельности М. М. Лошакова, обвинив его в безыдейности, несоответствии рисунков детей тематике выставки к 30-летию Советской власти, «низкопоклонстве перед Западом». К критике педагогической работы и художественных пристрастий художника присоединились и другие челябинские художники и он был вновь уволен с работы. Продолжал жить в Челябинске; дальнейшая профессиональная судьба не известна.
В числе учеников М. М. Лошакова, оставивших о нём воспоминания, — скульптор-керамист А. П. Кудрявцев (1938—2011), скульптор Л. Н. Головницкий и архитектор В. З. Кацев.

## Семья
Брат — художник Парижской школы Ари (Аркадий Миронович) Лошаков (1892—1941).

## Галерея
- Фотография Шлойме-Мейлиха Лошакова (начало 1920-х годов)
- С. М. Лошаков с группой участников драматического кружка (начало 1920-х годов)